# 感覚ニューロン
感覚ニューロン（かんかくニューロン、英: sensory neuron）は、求心性ニューロン（きゅうしんせいニューロン、英: afferent neuron）とも呼ばれ、受容体を介して特定の種類の刺激を活動電位または段階的電位に変換する神経系のニューロン（神経細胞）である。
このプロセスは、感覚伝達（sensory transduction）と呼ばれる。感覚ニューロンの細胞体は、脊髄の背根神経節にある。
感覚情報は、感覚神経の求心性神経線維を通り、脊髄を経由して脳へと到達する。それらの刺激は、光や音など体外を感知するような外受容器から来る場合と、血圧や体位感覚に反応するような内受容器から来る場合とがある。

## 種類と機能

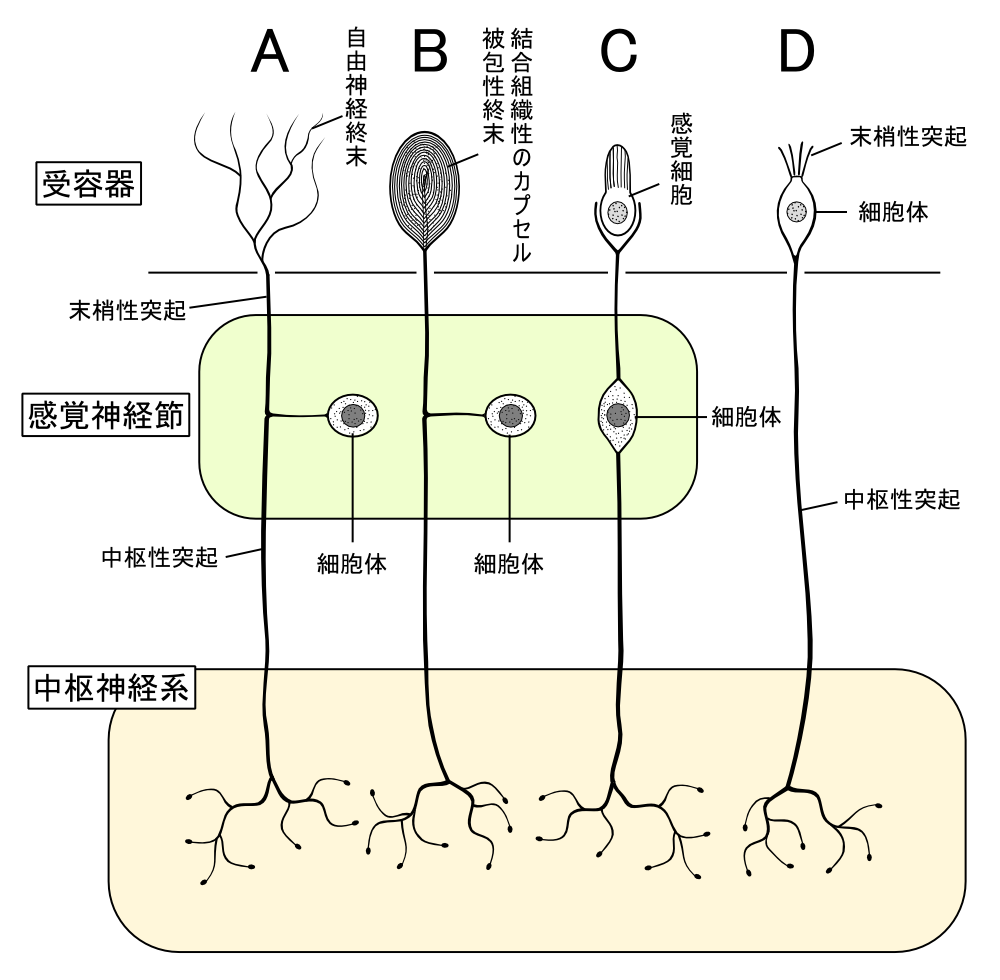
4種類の感覚ニューロン

感覚ニューロンの種類によって、異なる種類の刺激に反応する異なる感覚受容器（sensory receptors）を持っている。少なくとも、6つの外部感覚受容器と2つの内部感覚受容器が知られている。

### 外受容器
体外からの刺激に反応する外部受容器を外受容器（exteroreceptors）と呼ぶ。外受容器には、嗅覚受容体（匂い）、味覚受容体、光受容器（視覚）、有毛細胞（音）、温度受容器（熱さ寒さ）、そしてさまざまな機械受容器（伸縮、歪み）がある。

#### 嗅覚
嗅覚に関与する感覚ニューロンは、嗅覚受容神経と呼ばれている。これらのニューロンには、嗅覚受容体と呼ばれる受容体があって、空気中の匂い分子によって活性化される。空気中の分子は、肥大した繊毛と微絨毛によって検出される。これらの感覚ニューロンは活動電位を発生させる。その軸索は嗅神経を形成し、大脳皮質のニューロン（嗅球）に直接接合する。すなわち、他の感覚系と同じルートを使わず、脳幹や視床を迂回している。嗅球のニューロンは、感覚神経の入力を直接受けて、嗅覚系の他の部分や大脳辺縁系の多くの部分と結合している。

#### 味覚
味蕾にある味覚受容器は、嗅覚受容体と同様に、食物中の化学物質と相互作用して活動電位を発生させる。

#### 視覚
光受容細胞（視細胞）は、光（電磁放射）を電気信号に変換する光伝達（phototransduction）という機能を持っている。この信号は、網膜に存在する別種のニューロンとの相互作用によって精緻化され、制御される。網膜内には5種類の基本的なニューロンがあり、それぞれ光受容細胞、双極細胞、神経節細胞、水平細胞、アマクリン細胞という。網膜の基本的な回路には、光受容細胞（桿体または錐体のいずれか）、双極細胞、神経節細胞という3つのニューロンからなる連鎖が組み込まれている。最初の活動電位は、網膜神経節細胞で発生する。この経路は、視覚情報を脳に伝達する最も直接的な方法である。光受容器には、主に3つの種類がある。錐体は色に大きく反応する光受容器である。ヒトの場合、3種類の錐体が、短波長（青）、中波長（緑）、長波長（黄/赤）の一次反応に対応する。杆体は、光の強弱に非常に敏感な光受容器で、薄暗い場所での視覚を可能にする。杆体と錐体の集中度や比率は、動物が昼行性か夜行性かに強く関連している。杆体と錐体の比率は、ヒトの場合で約20:1であるのに対し、モリフクロウのような夜行性動物では1000:1近くになる。網膜神経節細胞は、交感神経反応に関与している。網膜に存在する約130万個の神経節細胞のうち、1-2%が感光性を持つと考えられている。
視覚に関連する感覚ニューロンの問題や衰えは、次のような障害を引き起こす。
- 黄斑変性症 - 網膜と脈絡膜との間に細胞の残骸や血管が蓄積し、そこに存在するニューロンの複雑な相互作用が阻害あるいは破壊されることによる中心視野の変性[7]。
- 緑内障 - 網膜神経節細胞の障害で、視力低下から失明を引き起こす[8]。
- 糖尿病性網膜症 - 糖尿病による血糖コントロールの低下により、網膜の細い血管が損傷する[9]。

#### 聴覚
聴覚系 (en:英語版) は、空気分子が振動することで発生する圧力波や音を、脳が解釈できる信号に変換する役割を担う。
この機械電気変換は、耳の中にある有毛細胞を介して行われる。その動きに応じて、有毛細胞は過分極または脱分極を起こすことができる。突出した不動毛にその動きが伝わると、Na+カチオンチャネルが開いてNa+が細胞内に流入し、その結果起こる脱分極によりCa++チャネルが開き、その神経伝達物質が求心性聴神経に放出される。有毛細胞には、内有毛細胞と外有毛細胞の2種類がある。内有毛細胞は感覚受容器である。
聴覚系に関連する感覚ニューロンの問題は、次のような障害を引き起こす。
- 聴覚情報処理障害 - 脳内の聴覚情報が異常な状態で処理される。聴覚情報処理障害の患者は、通常、情報を得ることはできるものの、脳がそれを適切に処理できずに聴覚障害につながる[11]。
- 聴覚言語失認症（英語版） - 言葉の理解力は失われるが、聴力、会話、読み書きの能力は維持される。これは、側頭葉後上部[訳語疑問点]の損傷によって引き起こされ、やはり脳が聴覚入力を正しく処理することができなくなる[12]。

#### 温覚
温度受容器は、温度の変化に反応する感覚受容器である。この受容器が機能する機構は不明であるが、最近の発見により、哺乳類には少なくとも2種類の温度受容器があることが明らかになった。球状小体は皮膚受容体の一つで冷感感受性の受容体である。もう一つは、温感感受性受容体である。

#### 機械受容器
機械受容器は、圧力や歪みなどの機械的な力に反応する感覚受容器である。
機械受容器と呼ばれる特殊な感覚受容器細胞は、しばしば求心性線維を被包し、求心性線維をさまざまな種類の体性刺激に適合させるのを助ける。機械受容器はまた、求心性線維の活動電位発生の閾値を下げ、感覚刺激の存在下での発火を促進する。
機械受容器の中には、膜が物理的に引き伸ばされたときに活動電位を発生させるものがある。
固有受容器（自己受容器とも）は、機械受容器のもう一つの種類であり、文字通り「自己のための受容器」を意味する。これらの受容器は手足やその他の身体部分に関する空間情報を提供する。
侵害受容器は、痛みと温度変化を処理する責任を担っている。唐辛子を食べた後に経験する灼熱痛や刺激感（主成分であるカプサイシンによる）、メントールやイシリンなどの化学物質を摂取した後の冷感、そして一般的な痛みの感覚は、すべてこれらのニューロンと受容体の働きによるものである。
機械受容器に問題は、次のような障害を引き起こす。
- 神経因性疼痛（神経障害性疼痛） - 感覚神経の損傷に起因する激しい痛みの状態[17]。
- 痛覚過敏 - 痛みに対する感受性の増加。知覚的なイオンチャネルであるTRPM8（英語版）は、通常23-26度の温度に反応し、メントールやイシリンに関連する冷感を与える[17]。
- 幻肢症候群 -  存在しない手足に痛みや動きを感じる感覚系障害[18]。

### 内受容器
体内の変化に反応する内部受容器を内受容器（interoceptor）と呼ぶ。

#### 血液
大動脈小体と頚動脈小体には、末梢性化学受容器と呼ばれるグロムス細胞の集団があり、酸素濃度など血液中の化学的性質の変化を感知する。これらは、多くの異なる刺激に反応するポリモーダルな受容器である。

#### 侵害受容器
侵害受容器は、損傷を与える可能性のある刺激に反応し、脊髄と脳へ信号を送る。この過程は侵害受容（nociception）と呼ばれ、通常、痛みの感覚を認識させる。侵害受容器は、「感知し、防御する」ために、体表だけでなく体内にも存在する。侵害受容器は、損傷を与える可能性を示すさまざまな種類の侵害刺激を検出し、その刺激から逃れるための神経応答を開始する。
- 温熱侵害受容器は、さまざまな温度の有害な熱さや寒さによって活性化する[21]。
- 機械的侵害受容器は、つねる（英語版）ような、過剰な圧力や機械的変形に反応する[21]。
- 化学的侵害受容器は、多種多様な化学物質に反応し、そのうちのいくつかは信号を発する。それらは感覚神経受容体を標的として急性痛とその後の疼痛過敏を引き起こし、アブラナ科やネギ属の植物に含まれる辛味成分など、食品中の一部の香辛料の感知に関与する[22]。

## 中枢神経系とのつながり
頭部に存在する感覚ニューロンから来る情報は、脳神経を通って中枢神経系（CNS）に入る。対して、頭部よりも下に存在する感覚ニューロンからの情報は、脊髄に入り、31対の脊髄神経を通って脳へと向かう。脊髄を通過する感覚情報は、明確に定義された経路をたどる。神経系は、どの細胞が活動しているかという観点から、感覚の違いをコード化している。

## 分類

### 適刺激
感覚受容器の適刺激（てきしげき）とは、その感覚受容器が適切な感覚伝達系を備えている刺激モダリティ（様式）のことである。適刺激は感覚受容器を分類するために用いられる。例えば、ヒトの網膜の適刺激は約400～720㎚の光の波長であり、ミツバチの網膜の適刺激は約300～650㎚である。また、ヒトの半規管の適刺激は三次元の回転であり、ヤツメウナギの半規管の適刺激は二次元の回転である。一方で、受容される適刺激でない刺激を不適刺激と呼ぶことがある。これは主に、受容器から中枢への経路の一部分に刺激が加わると生じる。これをミュラーの法則という。例えば、後頭部を殴打したときに閃光が見えることがあるのは、視神経が刺激されて、適刺激である光の波長でない刺激が、脳に伝わったからである。
- 圧受容器は、血管内の圧力に反応する。
- 化学受容器は、化学的刺激に反応する。
- 電磁波受容体は、電磁放射に反応する[24]。
  - 赤外線受容器は、赤外線放射に反応する。
  - 光受容器（英語版）は、可視光線に反応する。
  - 紫外線受容器は、紫外線に反応する[要出典]。
- 電気受容体（英語版）は、電場に反応する。
  - ロレンチーニ器官は、電場、塩分、温度に反応するが、主に電気受容体として機能する。
- 水受容器は、湿度の変化に反応する。
- 磁気受容器は、磁場に反応する。
- 機械受容器は、機械的ストレスや機械的ひずみに反応する。
- 侵害受容器（英語版）は、体組織の損傷や損傷の脅威に反応し、痛みを知覚するようになる（常にではなく、多くの場合）。
- 浸透圧受容器（英語版）は、体液の浸透圧（英語版）に反応する（視床下部など）。
- 固有受容器（自己受容器）は、位置感覚を提供する。
- 温度受容器（英語版）は、熱さ、冷たさ、またはその両方の温度に反応する。

### 位置
感覚受容器は、その位置によって分類することができる。
- 皮膚受容器（英語版）は、真皮または表皮（英語版）に存在する感覚受容器である[25]。
- 筋紡錘は、筋肉の伸長を感知する機械受容器を持っている。

### 形態
皮膚の表面近くにある体性感覚受容器は、通常、形態に基づいて2つのグループに分けられる。
- 自由神経終末（英語版）は、侵害受容器（英語版）と温度受容器（英語版）を特徴づけるものであり、ニューロンの終末枝が無髄で、真皮と表皮全体に広がっているため、このように呼ばれる。
- 被包性受容体は、残りの種類の皮膚受容体で構成されている。カプセル化は、特殊な機能を果たすために存在する。

### 適応速度
- 緊張性受容器（英語版）は、刺激に対してゆっくりと適応し[26]、刺激の持続時間にわたって活動電位を生成し続ける感覚受容器である[27]。このようにして、刺激の持続時間に関する情報を伝達する。いくつかの緊張性受容器は永続的に活性であり、バックグラウンドレベルを示す。そのような緊張性受容器の例には、疼痛受容器（英語版）、関節包（英語版）、および筋紡錘がある[28]。
- 相動性受容器は、刺激に対して急速に適応する感覚受容器である。細胞の反応は非常に速く減衰し、その後停止する[29]。刺激の持続時間に関する情報を提供しない代わりに[27]、それらのいくつかは、刺激の強度や速度の急激な変化に関する情報を伝える[28]。相動性受容器の例としてパチニ小体がある。

## 薬物
現在、感覚器系障害を処置または治療するために使用される数多くの薬物が市場に出回っている。たとえば、ガバペンチンは、非受容器ニューロンに存在する電位依存性カルシウムチャネルの1つと相互作用することによって、神経因性疼痛を治療するために使用される薬物である。薬によっては、他の健康問題と戦うために使用された場合でも、感覚器系に意図しない副作用を及ぼすことがある。聴器毒性薬は、アミノグリコシド系抗生物質のように、有毛細胞の働きを弱める毒素を使用して蝸牛に影響を与える薬物である。これらの毒素の使用により、K+ポンプ有毛細胞はその機能を停止する。その結果、聴覚信号伝達プロセスを駆動する蝸牛内電位によって生成されるエネルギーが失われ、難聴につながる。

## 神経可塑性
エドワード・タウブによってシルバースプリング猿の脳における皮質再マッピングが観察されて以来、感覚系の神経可塑性に関する多くの研究が行われてきた。感覚系の障害の治療は大きく進歩した。タウブが開発した拘束運動療法のような技術は、感覚系に新しい神経回路を強制的に成長させることで、麻痺した手足を持つ患者が手足を再び使えるようにするのに役立った。幻肢症候群とは、被切断者が切断された手足がまだ存在し、まだ痛みを感じていると認識する感覚器障害である。ヴィラヤヌル・S・ラマチャンドランが開発したミラーボックスは、幻肢症候群の患者が麻痺や痛みを伴う幻肢の知覚を軽減することを可能にした。これは、箱の中の鏡を使って、感覚系が片手ではなく両手を見ていると認める錯覚を作り出すことで、感覚系が「幻肢」を制御できるようにする単純な装置である。これにより、感覚系が切断された手足に徐々に順応し、この症候群を緩和することができる。

## ヒト以外の生物
流体力学的受容は、さまざまな動物種に備わっている機械受容の一形態である。（例： 魚類が水の動きを感知する側線と呼ばれる器官）

## 他の画像

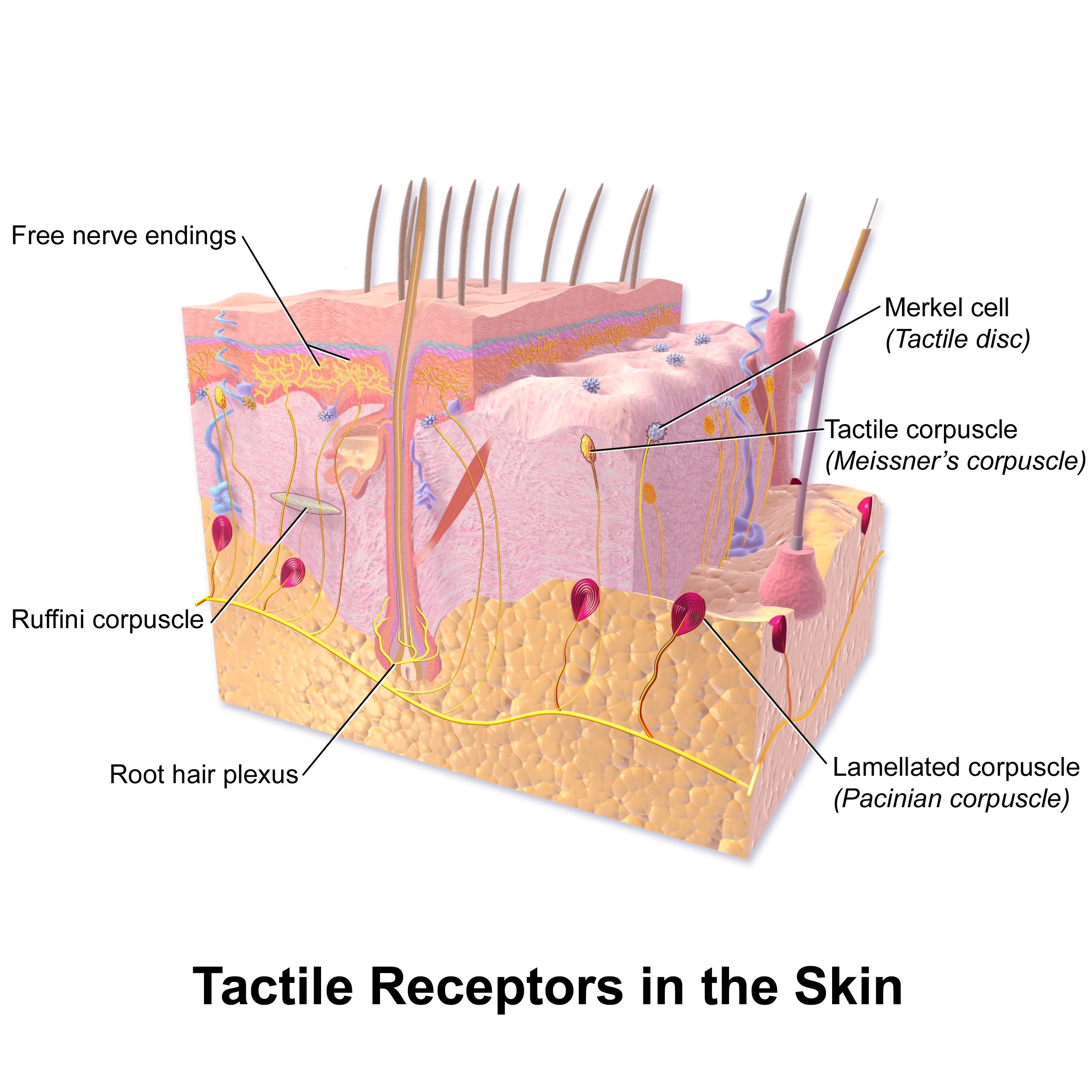
皮膚の触覚受容体
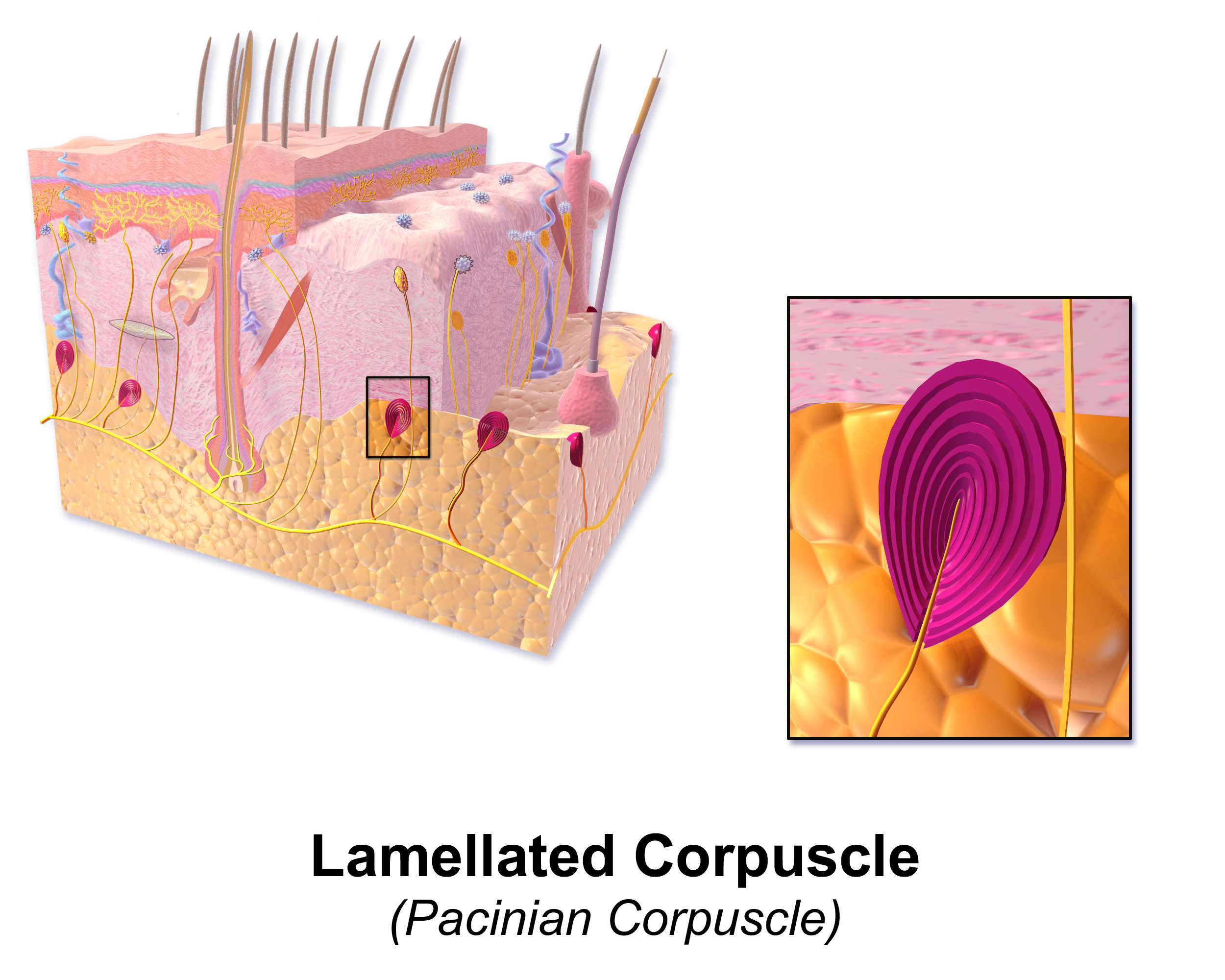
層板小体
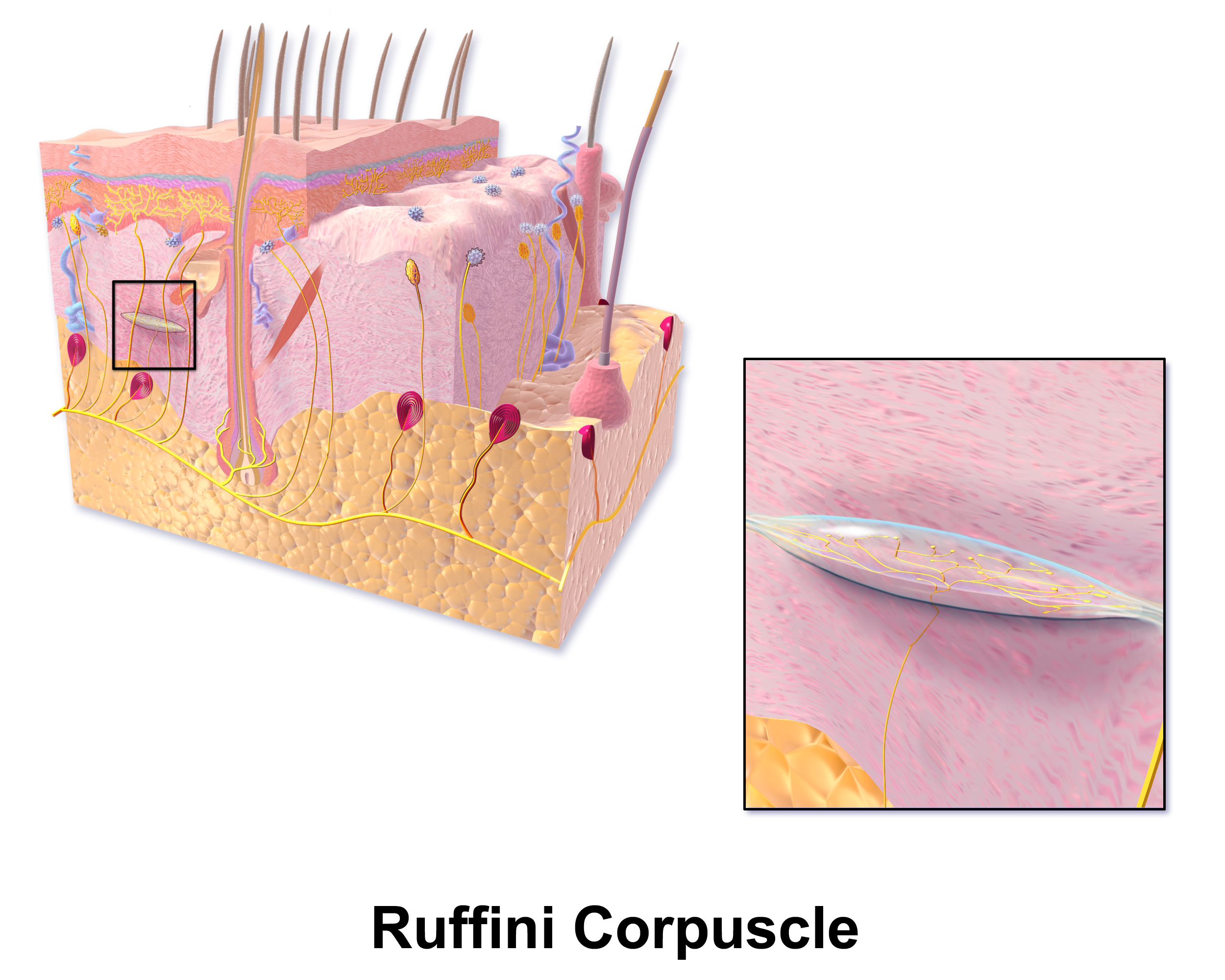
ルフィニ小体
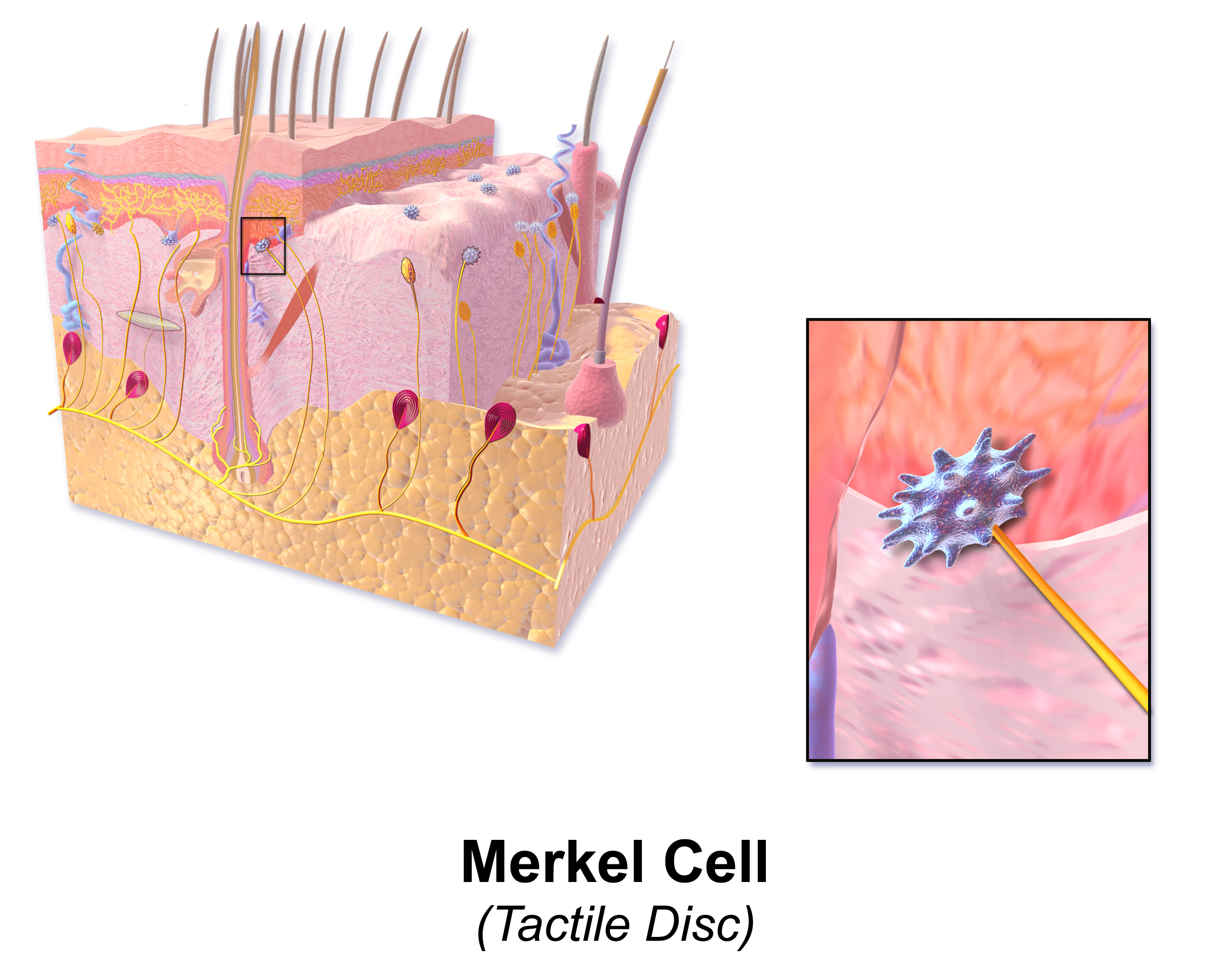
皮膚メルケル細胞
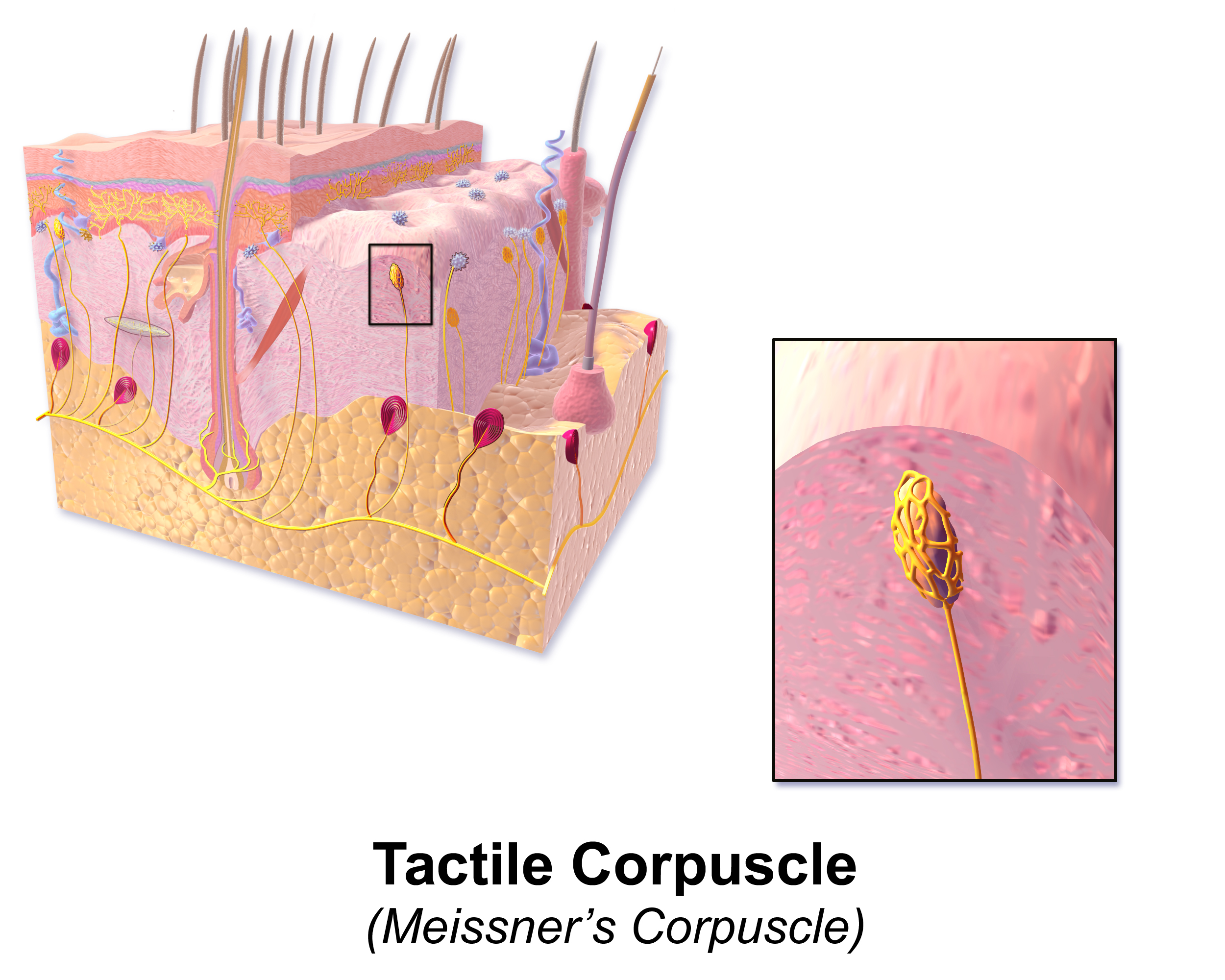
触覚小体
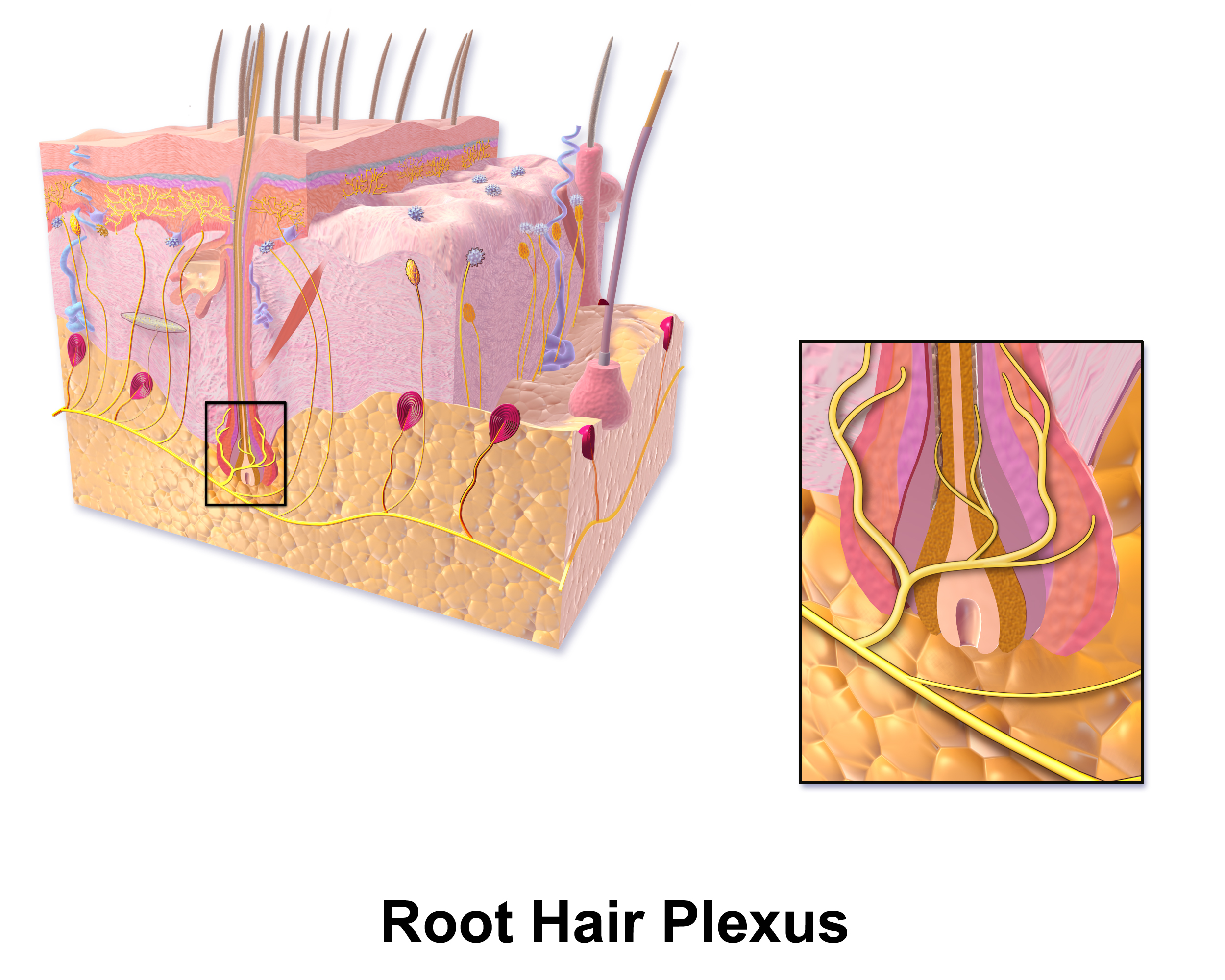
毛根神経叢
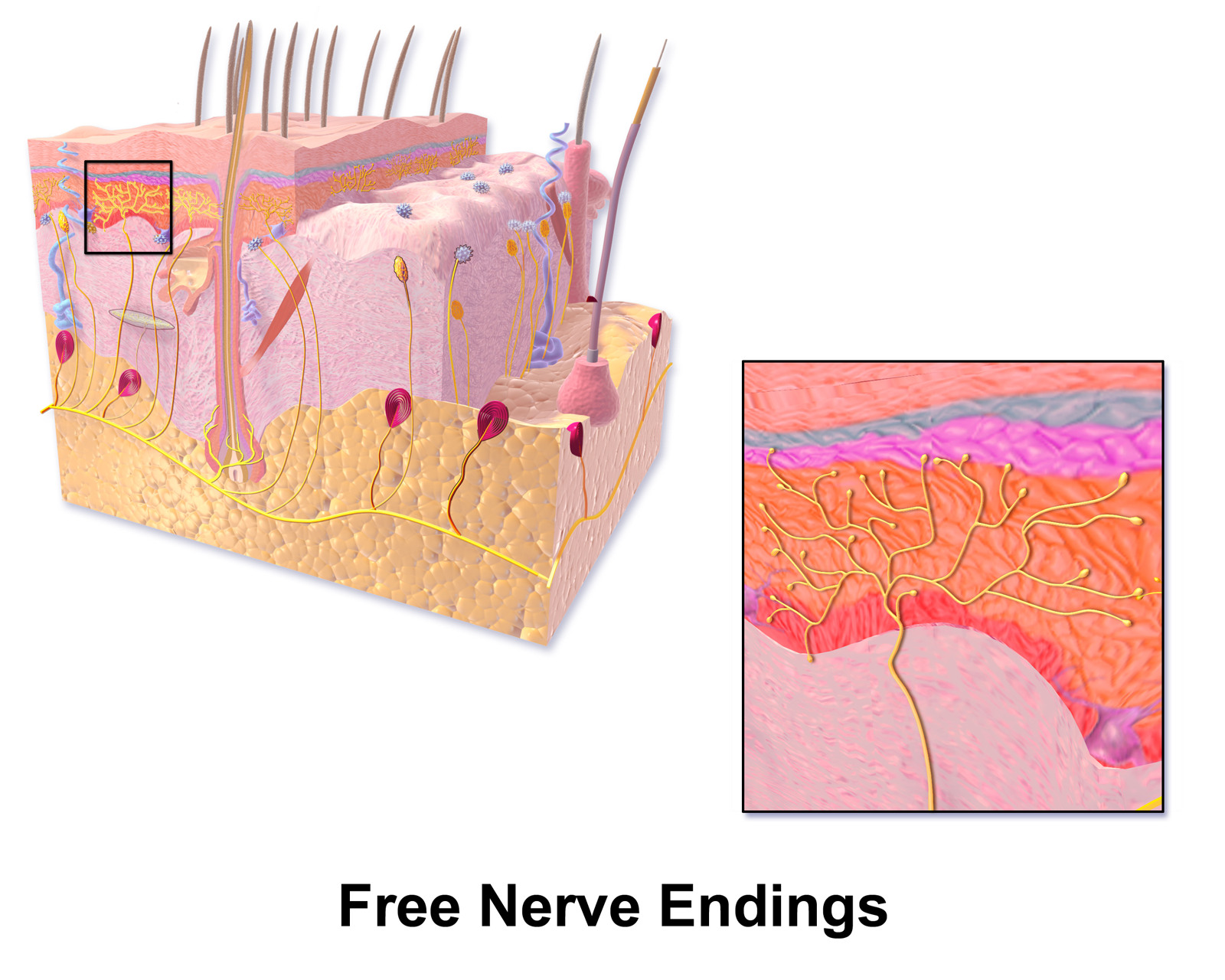
自由神経終末

## 参照項目
- 感覚神経 - 体や内臓の動きの信号を伝達するための神経
- 偽単極神経細胞（英語版） - 細胞体から伸びる1本の軸索を持つニューロンの一種
- 遠心性神経線維（英語版） - 神経信号を中枢神経系から末梢器官に伝達する軸索走行
- ニューラルコーディング（英語版） - 刺激とニューロン間やニューロン間の関係を扱う神経科学の分野
- 後柱（または後索）（英語版） - 全身の感覚受容器からの信号を伝える中枢神経系の感覚経路
- 受容野 - 感覚神経応答を引き起こす生理学的刺激を区切る空間
- 感覚器 - 物理的または化学的刺激を受け取る受容器として働く動物の器官